# オラフの生まれた日
『オラフの生まれた日』（オラフのうまれたひ、原題：Once Upon a Snowman）は、ウォルト・ディズニー・アニメーション・スタジオ製作によるアメリカ合衆国のコンピュータアニメーション・ミュージカル・ファンタジー映画である。
アナと雪の女王シリーズの一つであり、オラフが主人公。また、日本語吹き替え版ではアナ役の声を演じた神田沙也加が2021年に亡くなったため最後の短編映画作品となった。

## ストーリー
アレンデールの人々に自分の能力を知られたエルサが偶然生み出した雪だるまのオラフ。彼は自分が生まれた理由を探していた。まず最初に自分にピッタリの鼻を見つけたいオラフはオーケンに相談する。オーケンに夏のことについて様々なことを教わり、不格好な鼻を手に入れたオラフは自分が幼少期のアナとエルサに作られた存在であることを知り、アナとクリストフ、スヴェンと知り合うのであった。

## 声の出演
| 役名       | 原語版             | 日本語吹き替え版 |
| ---------- | ------------------ | ---------------- |
| エルサ     | イディナ・メンゼル | 松たか子         |
| アナ       | クリステン・ベル   | 神田沙也加       |
| クリストフ | ジョナサン・グロフ | 原慎一郎         |
| オラフ     | ジョシュ・ギャッド | 武内駿輔         |

## 音楽
1. "レット・イット・ゴー" by イディナ・メンゼル
2. "トナカイのほうがずっといい" by ジョナサン・グロフ
3. "あこがれの夏" by ジョシュ・ギャッド
4. "雪だるまつくろう" クリスティン・ベル & イディナ・メンゼル